# Ilek (Orenburg)
Ilek (russisch Иле́к) ist ein Dorf (selo) in der Oblast Orenburg in Russland mit 9760 Einwohnern (Stand 14. Oktober 2010).

## Geographie
Der Ort liegt etwa 120 km Luftlinie westsüdwestlich des Oblastverwaltungszentrums Orenburg am nördlichen Rand der Kaspischen Senke. Er befindet sich am linken, asiatischen Ufer des Flusses Ural, der dort nach einer verbreiteten Definition die innereurasische Grenze markiert. Wenig unterhalb mündet der bedeutende linke Nebenfluss Ilek in den Ural. Die Staatsgrenze zu Kasachstan verläuft etwa vier Kilometer südlich des Ortes.
Das Dorf ist Verwaltungszentrum des Rajons Ilekski sowie Sitz der Landgemeinde (selskoje posselenije) Ilekski selsowet, zu der außerdem das gut zehn Kilometer östlich gelegene Dorf Schutowo gehört.

## Geschichte
Der Ort geht auf eine 1737 an der damaligen Südostgrenze des Russischen Reiches zu den innerasiatischen Steppengebieten errichtete Festung zurück. Um die mit Kosaken besetzte Festung entstand eine Ansiedlung, die zunächst als Ilezki gorodok („Ilek-Städtchen“) bezeichnet wurde, wie die Festung benannt nach dem nahen in den Ural mündenden Fluss. In der zweiten Hälfte des 18. Jahrhunderts erhielt der Ort den Status einer Staniza der Uralkosaken und war als solche eine der bedeutendsten in der Region. Als Staniza war die Namensform Ilezkaja in Gebrauch, später auch Ilekskaja. In der ersten Hälfte des 20. Jahrhunderts kam die heute verwendete Kurzform des Ortsnamens in Gebrauch.
Während der Zugehörigkeit des Gebietes zur (ersten) Kirgisischen ASSR (ab 1925 Kasachische ASSR) ab 1920 war Ilek Sitz eines Ujesds in deren Oblast Uralsk. 1926 kam Ilek mit der umgebenden Wolost zum Ujesd Orenburg des Gouvernements Orenburg der Russischen SFSR, während der in Kasachstan verbliebene Teil des Ujesd 1927 aufgelöst wurde. Im gleichen Jahr wurde die Wolost Ilek in einen Rajon umgebildet, dessen Sitz der Ort seither ist.

### Bevölkerungsentwicklung
| Jahr | Einwohner |
| ---- | --------- |
| 1897 | 7154      |
| 1939 | 7380      |
| 1959 | 7908      |
| 1970 | 8466      |
| 1979 | 8993      |
| 1989 | 9679      |
| 2002 | 9953      |
| 2010 | 9760      |

Anmerkung: Volkszählungsdaten

## Verkehr
Ilek wird südöstlich von der aus Orenburg kommenden föderalen Fernstraße A305 umgangen, die dort die Staatsgrenze überquert und weiter als kasachische A30 dem linken Ural-Ufer abwärts bis Oral folgt. Diese Route ist Teil der direkten Verbindung zwischen den russischen Großstädten Saratow und Orenburg über kasachisches Territorium. In Ilek zweigt die Regionalstraße 53K-1201000 ab, überquert den Fluss Ural und führt weiter durch den Südwesten der Oblast Orenburg über das benachbarte Rajonzentrum Taschla nach Sobolewo bei Perwomaiski.
Die nächstgelegene Bahnstation in Russland befindet sich im etwa 70 Kilometer in nördlicher Richtung entfernten Nowosergijewka an der Strecke (Moskau –) Samara – Orenburg (– Aqtöbe – Taschkent), während durch die knapp 50 Kilometer südwestlich in Kasachstan gelegene Stadt Aqsai die Strecke Saratow – Orenburg – Sol-Ilezk verläuft.